# Péchaudier
Péchaudier – miejscowość i gmina we Francji, w regionie Oksytania, w departamencie Tarn.
Według danych na rok 1990 gminę zamieszkiwały 164 osoby, a gęstość zaludnienia wynosiła 24 osób/km² (wśród 3020 gmin regionu Midi-Pireneje Péchaudier plasuje się na 899. miejscu pod względem liczby ludności, natomiast pod względem powierzchni na miejscu 1339.).